# How (Wisconsin)
How es un pueblo ubicado en el condado de Oconto en el estado estadounidense de Wisconsin. En el Censo de 2010 tenía una población de 516 habitantes y una densidad poblacional de 5,69 personas por km².

## Geografía
How se encuentra ubicado en las coordenadas 44°58′26″N 88°25′52″O / 44.97389, -88.43111. Según la Oficina del Censo de los Estados Unidos, How tiene una superficie total de 90.73 km², de la cual 90.42 km² corresponden a tierra firme y (0.33%) 0.3 km² es agua.

## Demografía
Según el censo de 2010, había 516 personas residiendo en How. La densidad de población era de 5,69 hab./km². De los 516 habitantes, How estaba compuesto por el 93.22% blancos, el 0% eran afroamericanos, el 3.29% eran amerindios, el 0% eran asiáticos, el 0% eran isleños del Pacífico, el 1.55% eran de otras razas y el 1.94% pertenecían a dos o más razas. Del total de la población el 3.1% eran hispanos o latinos de cualquier raza.